# Plymouth Valiant
Plymouth Valiant — американский компактный автомобиль, выпускавшийся с 1960 по 1976 модельный год. Один из лучших американских автомобилей за всю историю по мнению журнала Road & Track.

## Хронология выпуска

### 1960—1962

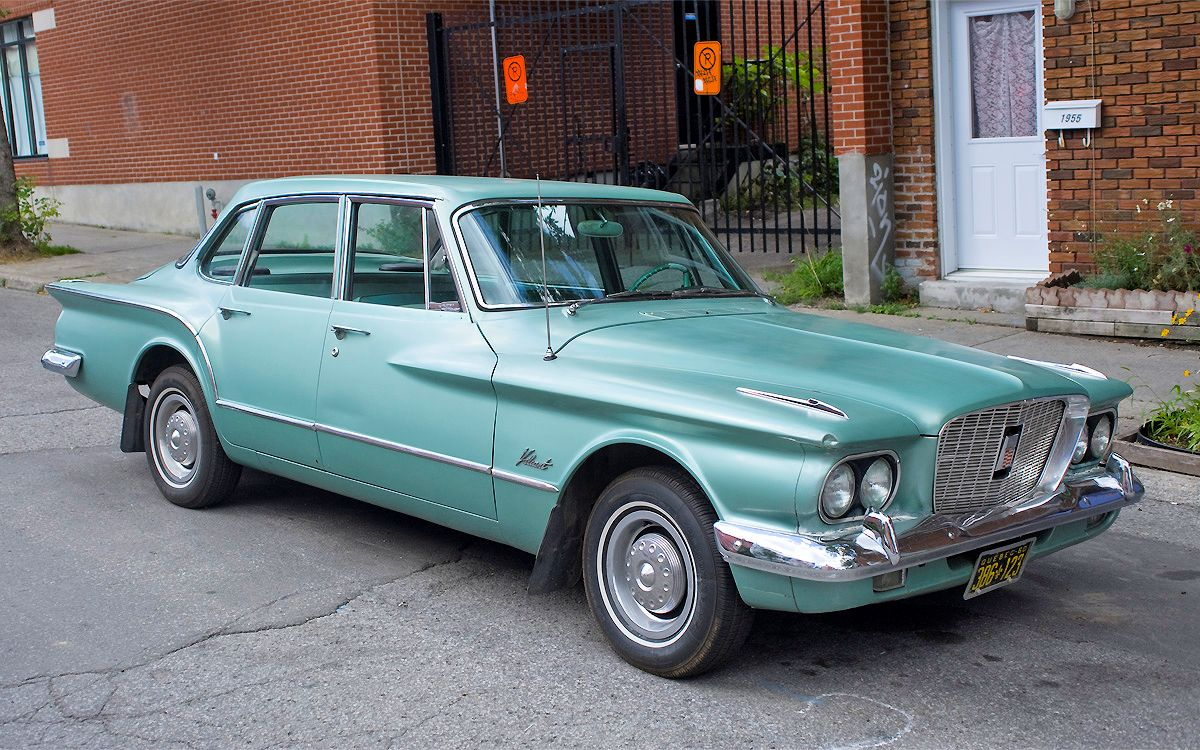
Модель 1960 года
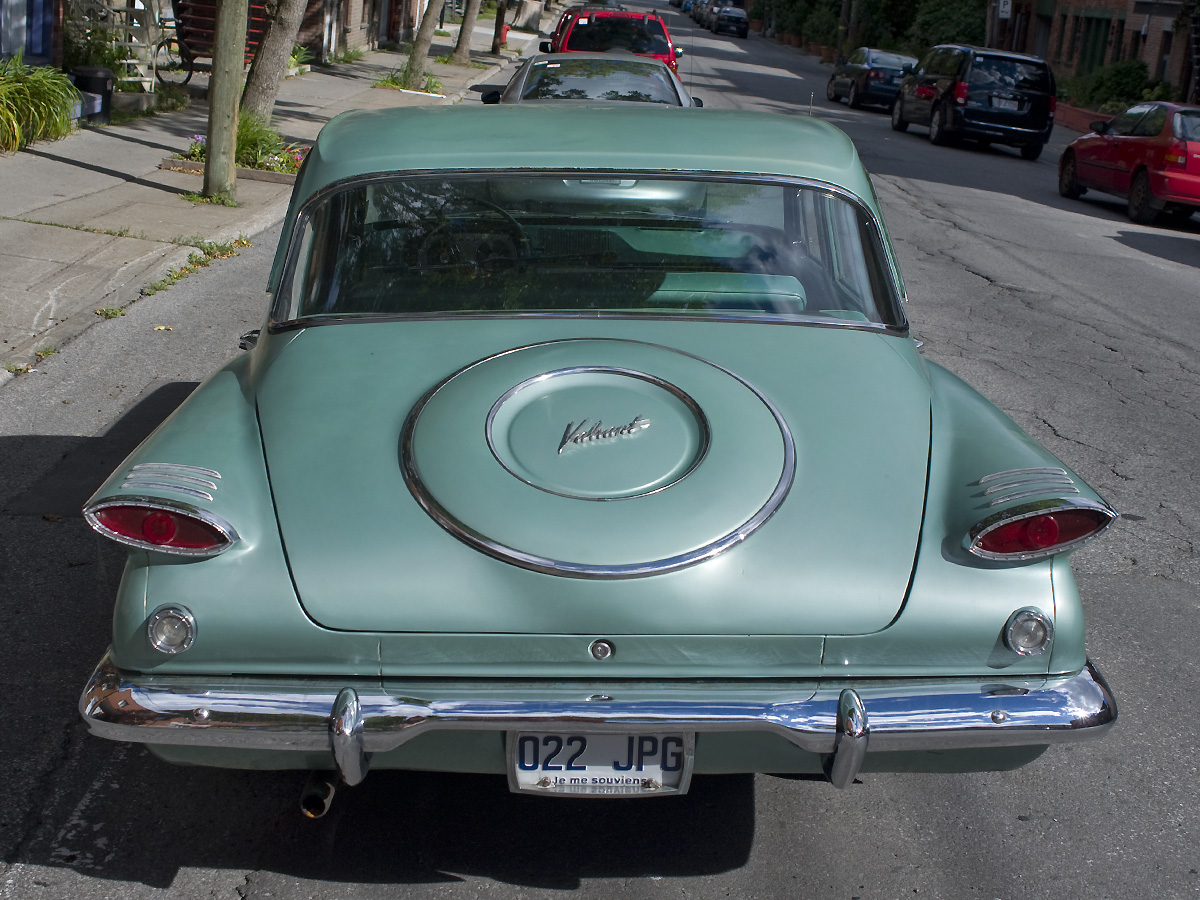
Задняя часть
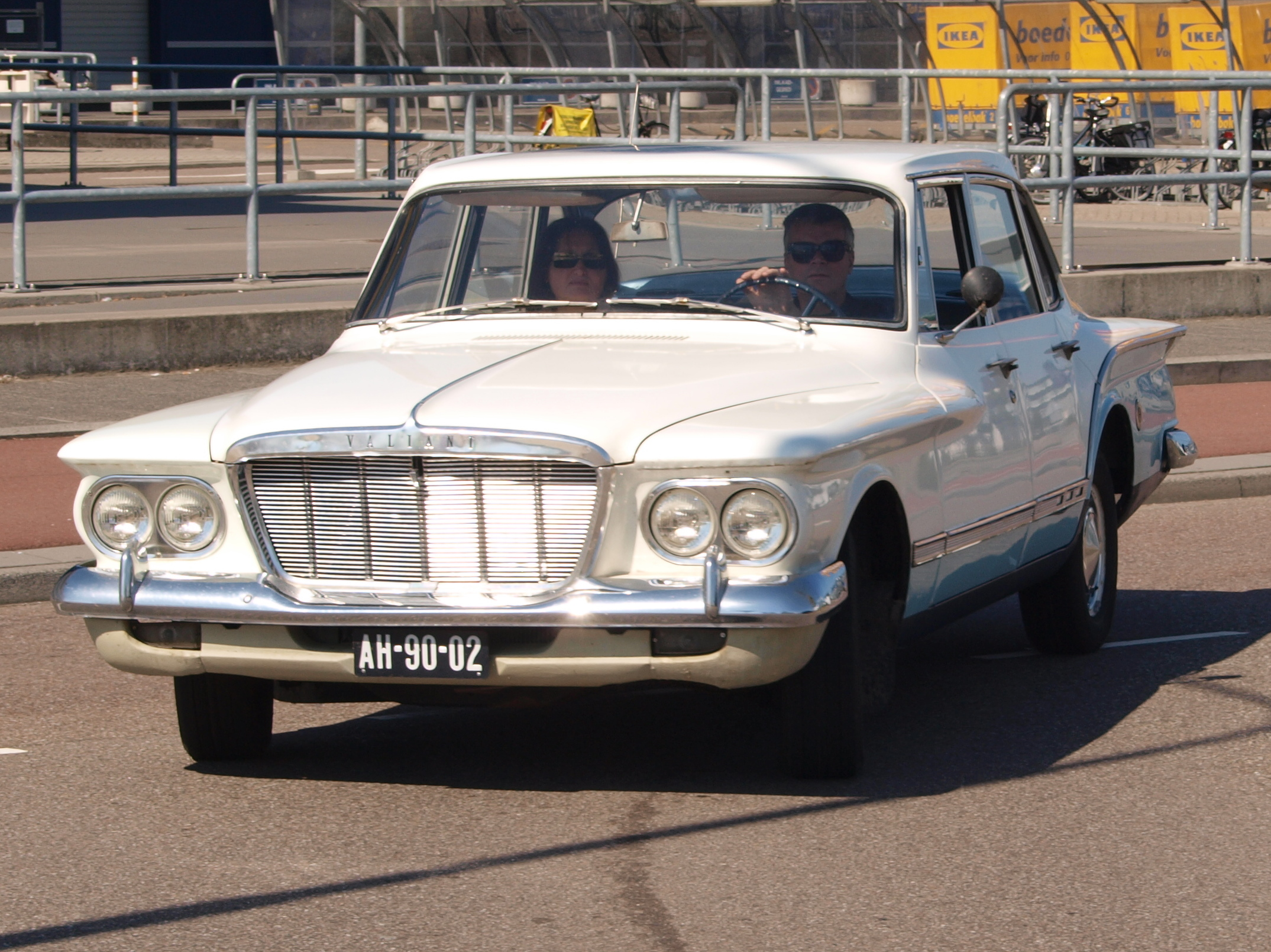
Модель 1962 года
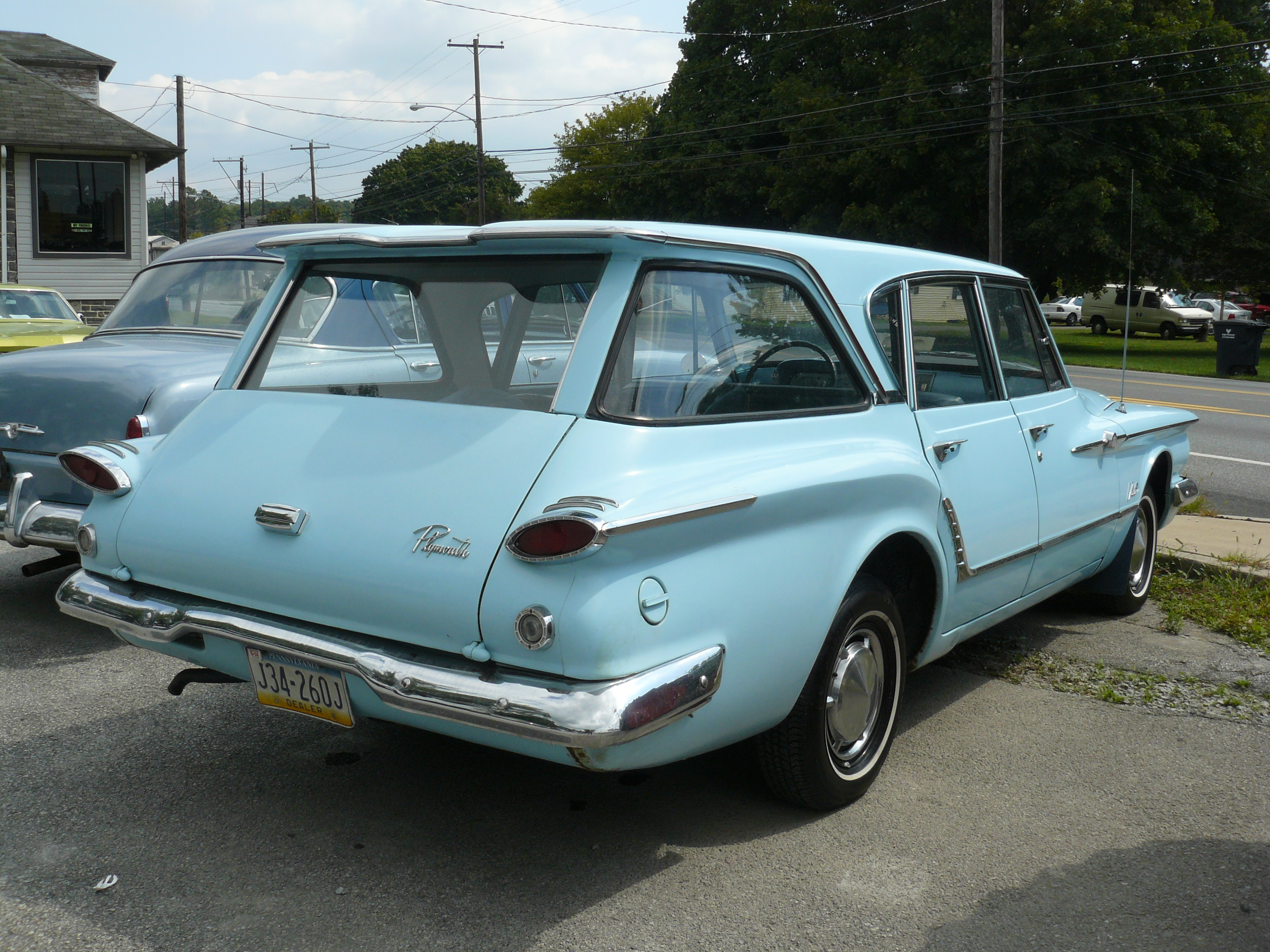
Универсал
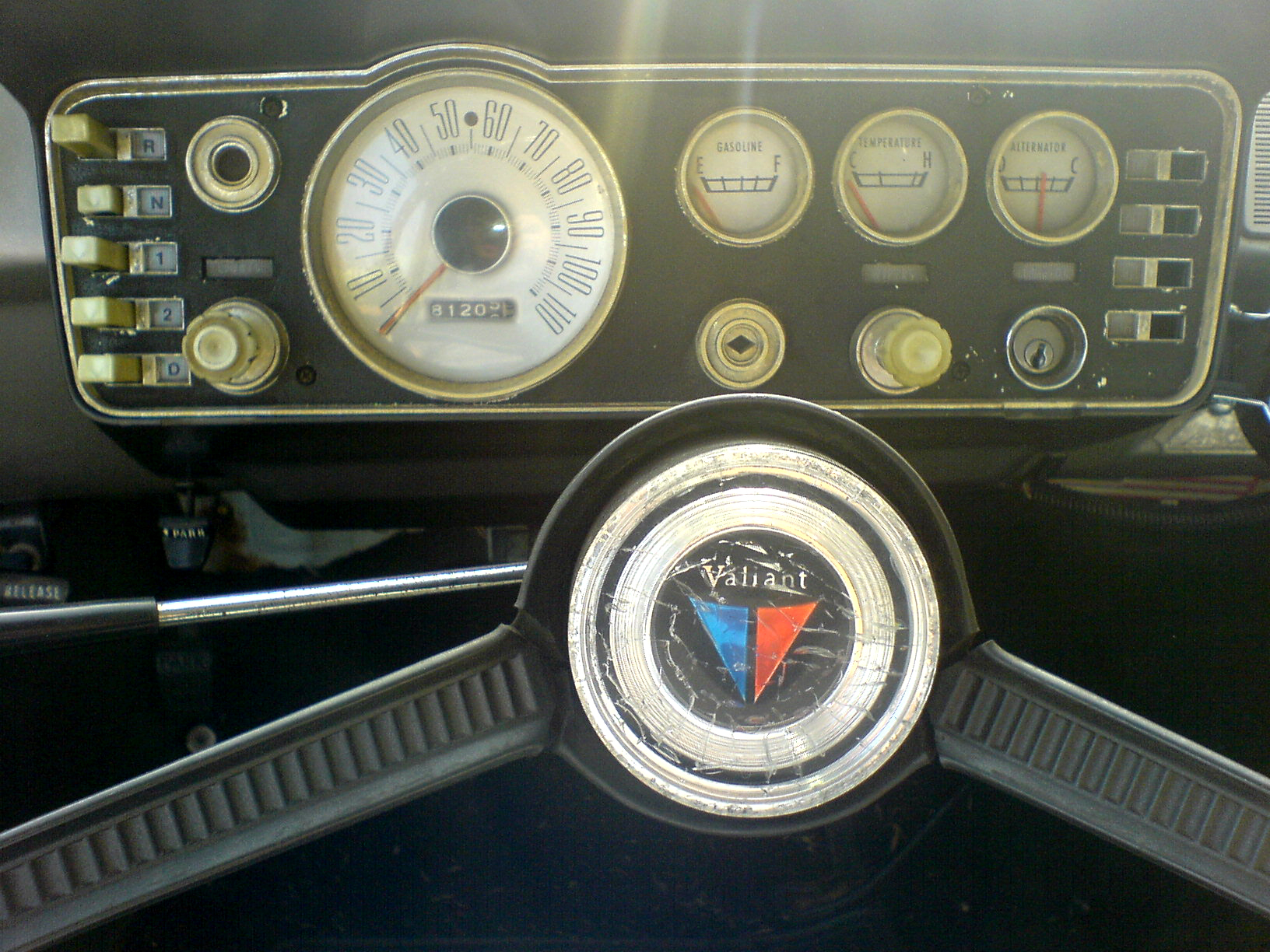
Место водителя
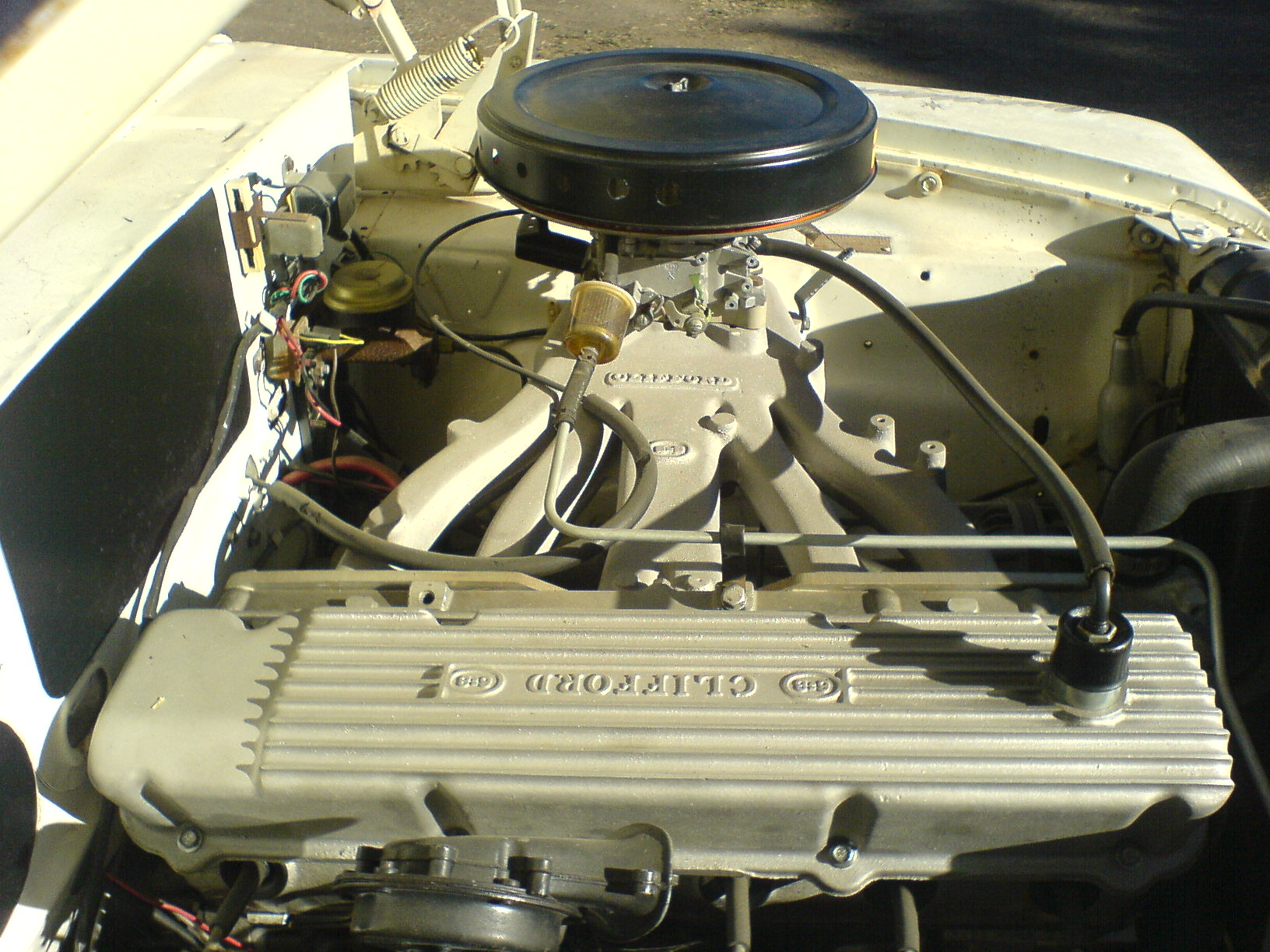
Slant-Six Hyperpack

### 1963—1966

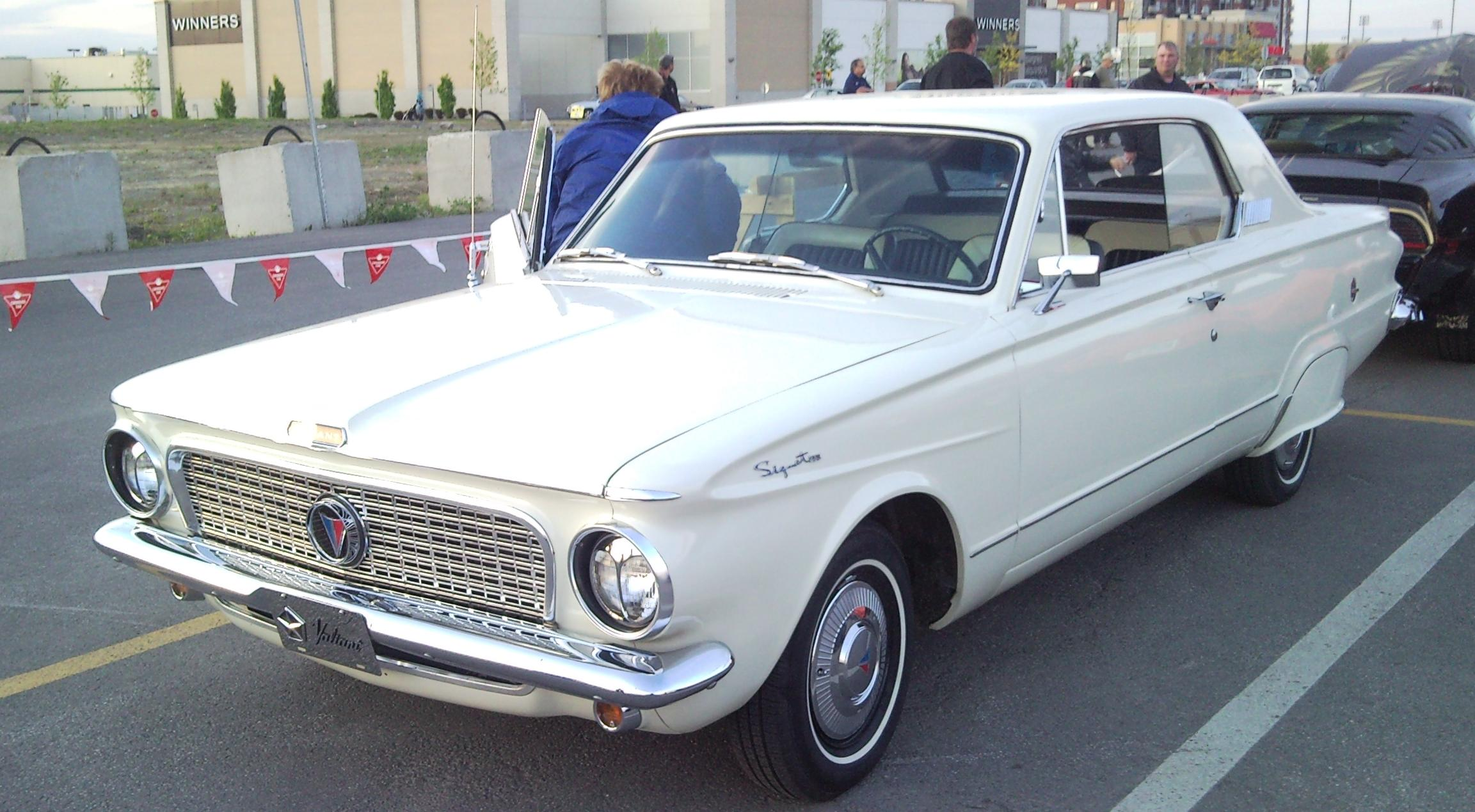
Хардтоп 1963 года
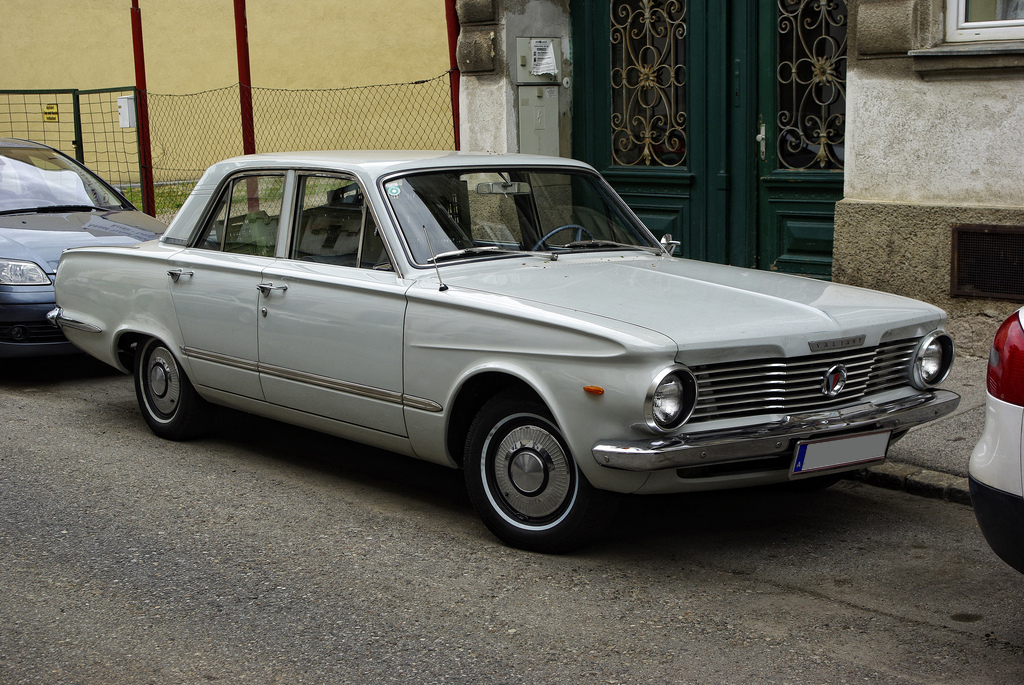
Седан 1964 года (США)
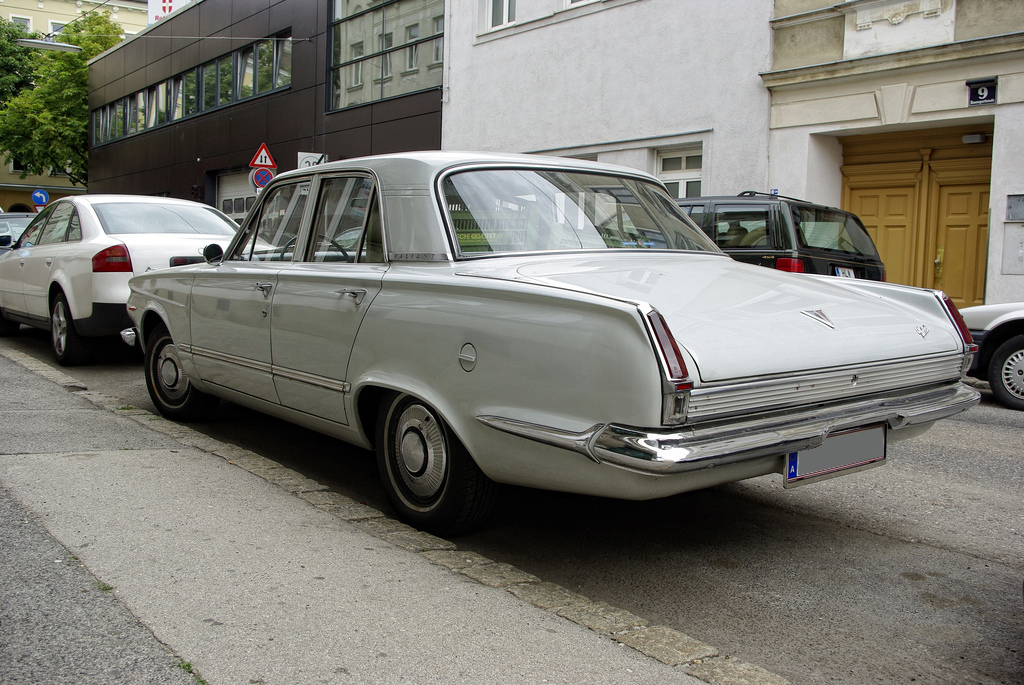
Задняя часть
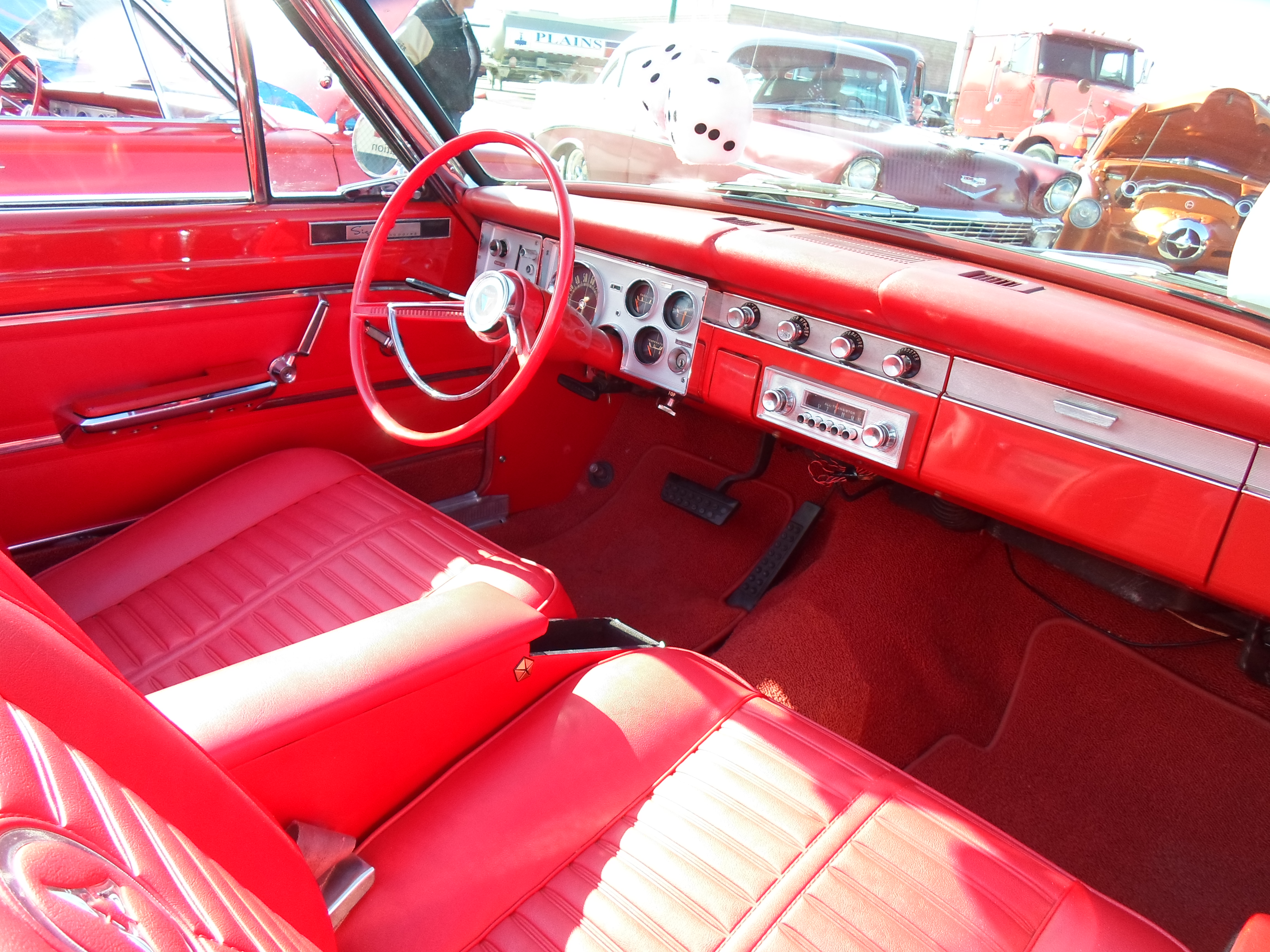
Салон
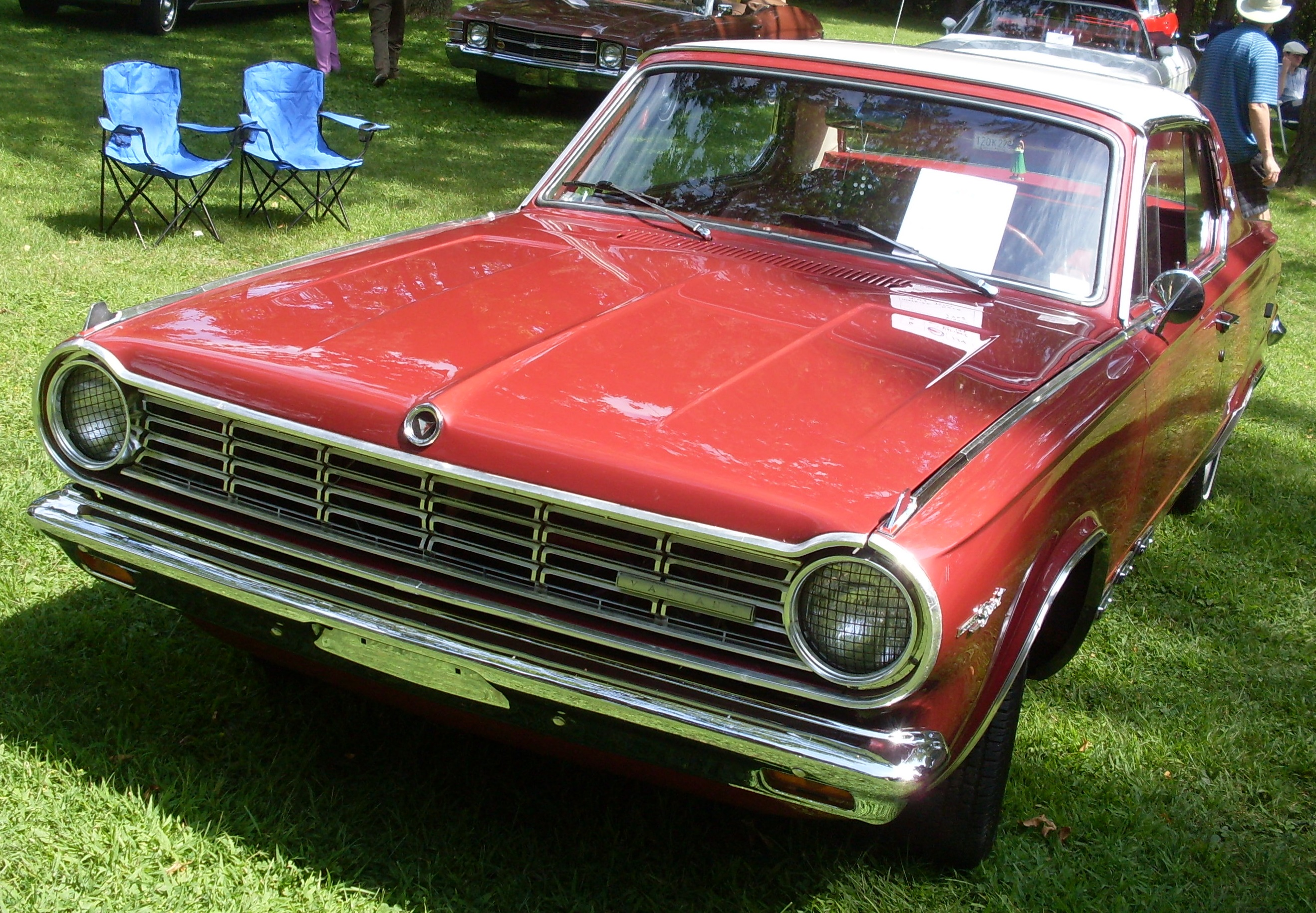
Хардтоп 1965 года
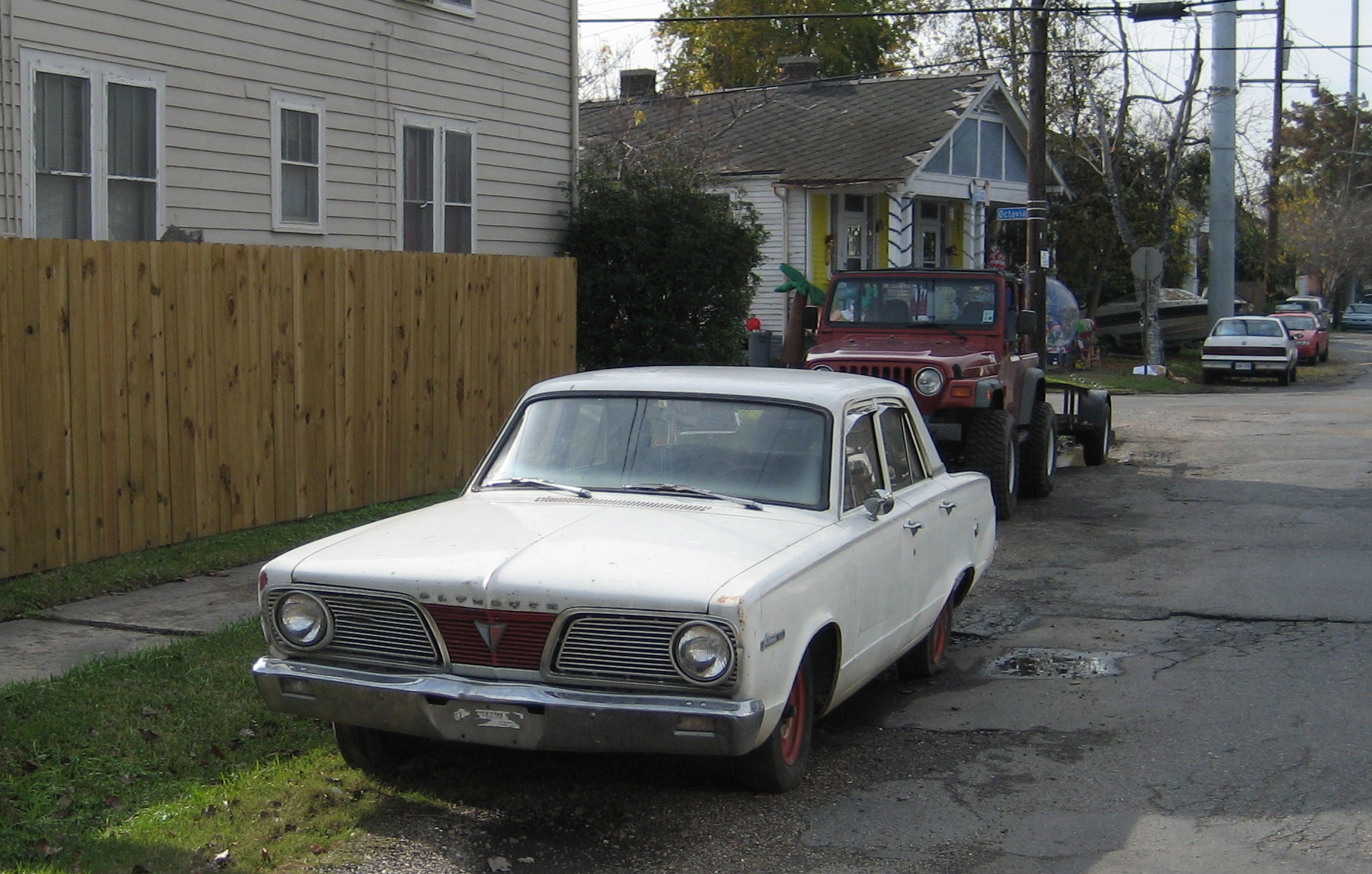
Седан 1966 года

### 1967—1976

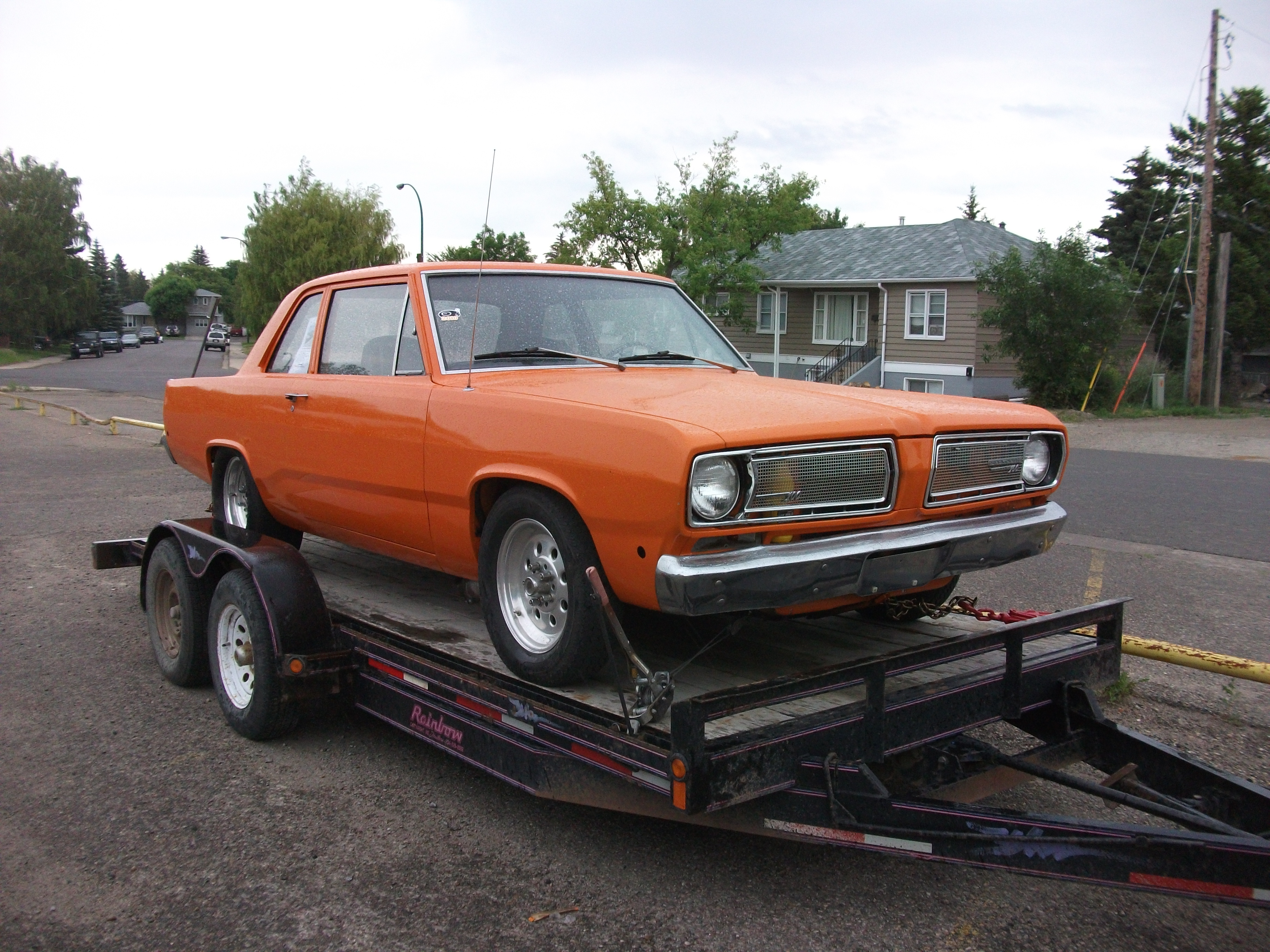
Модель 1967-1968 годов
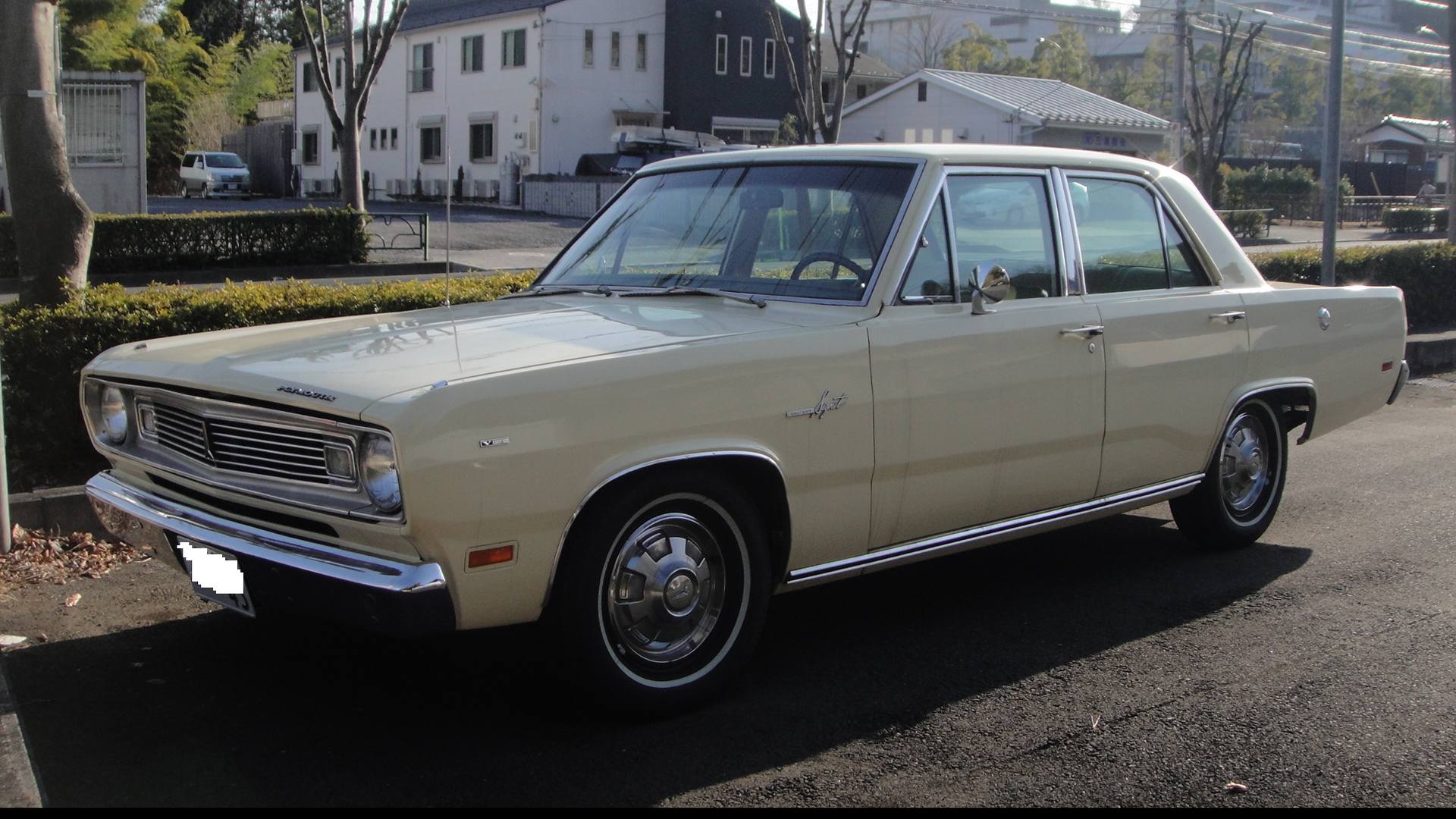
Модель 1969 года
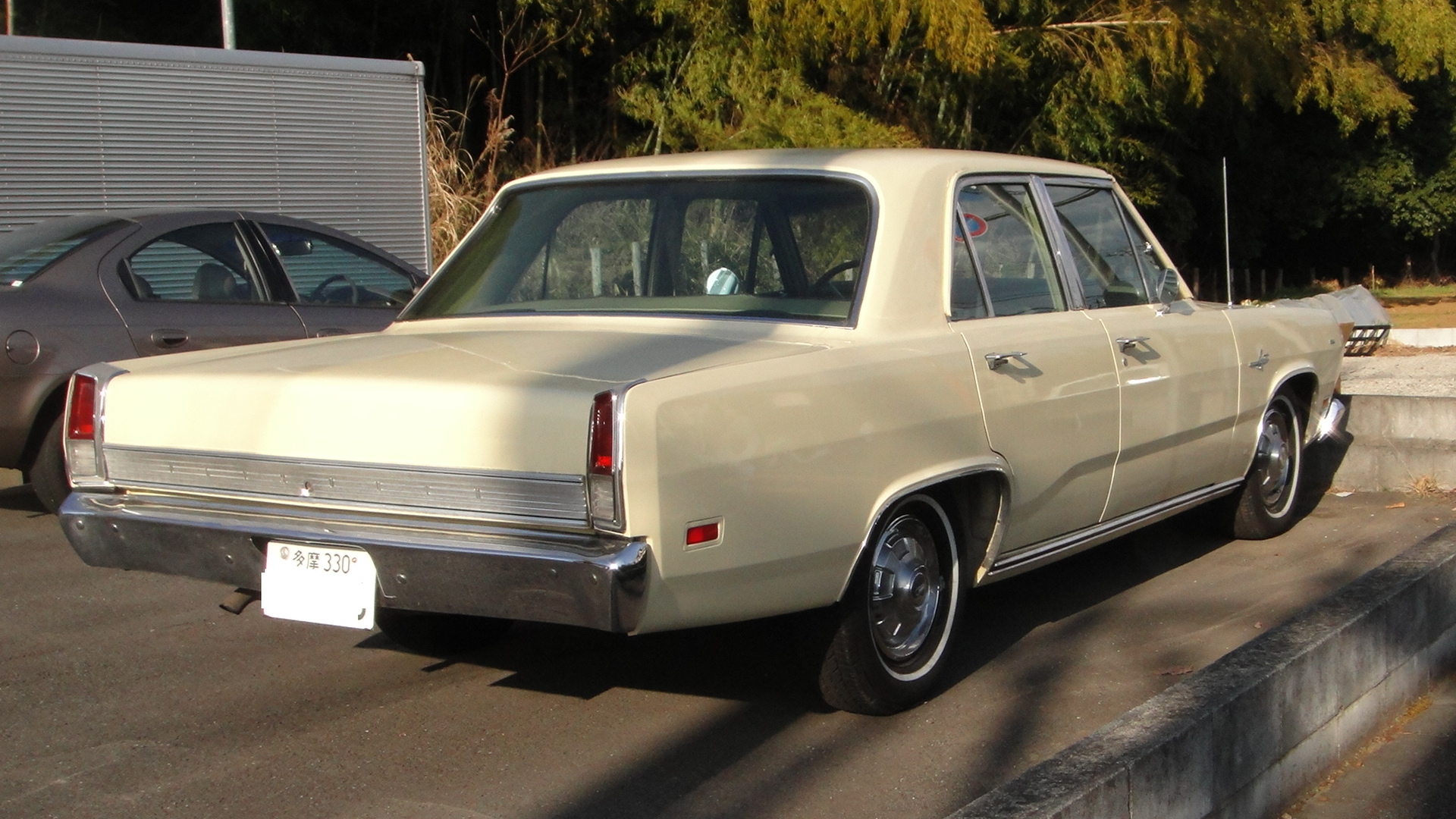
Задняя часть
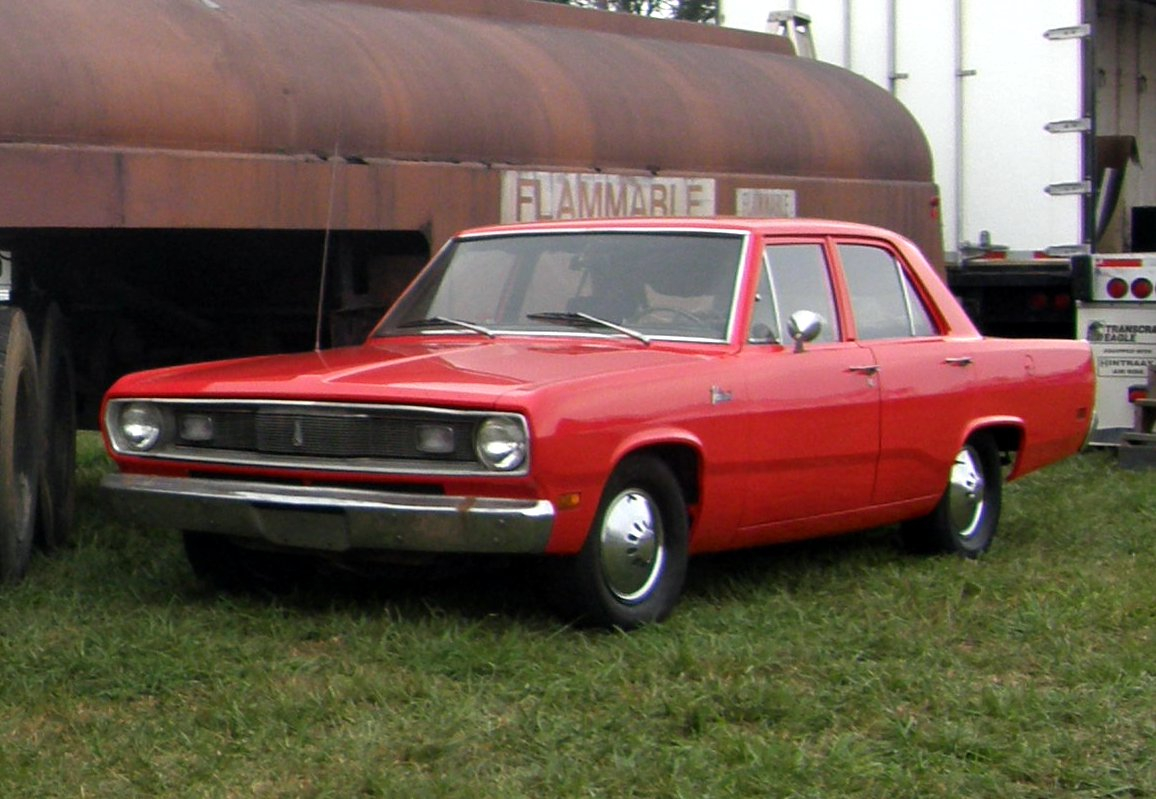
Модель 1970-1972 годов
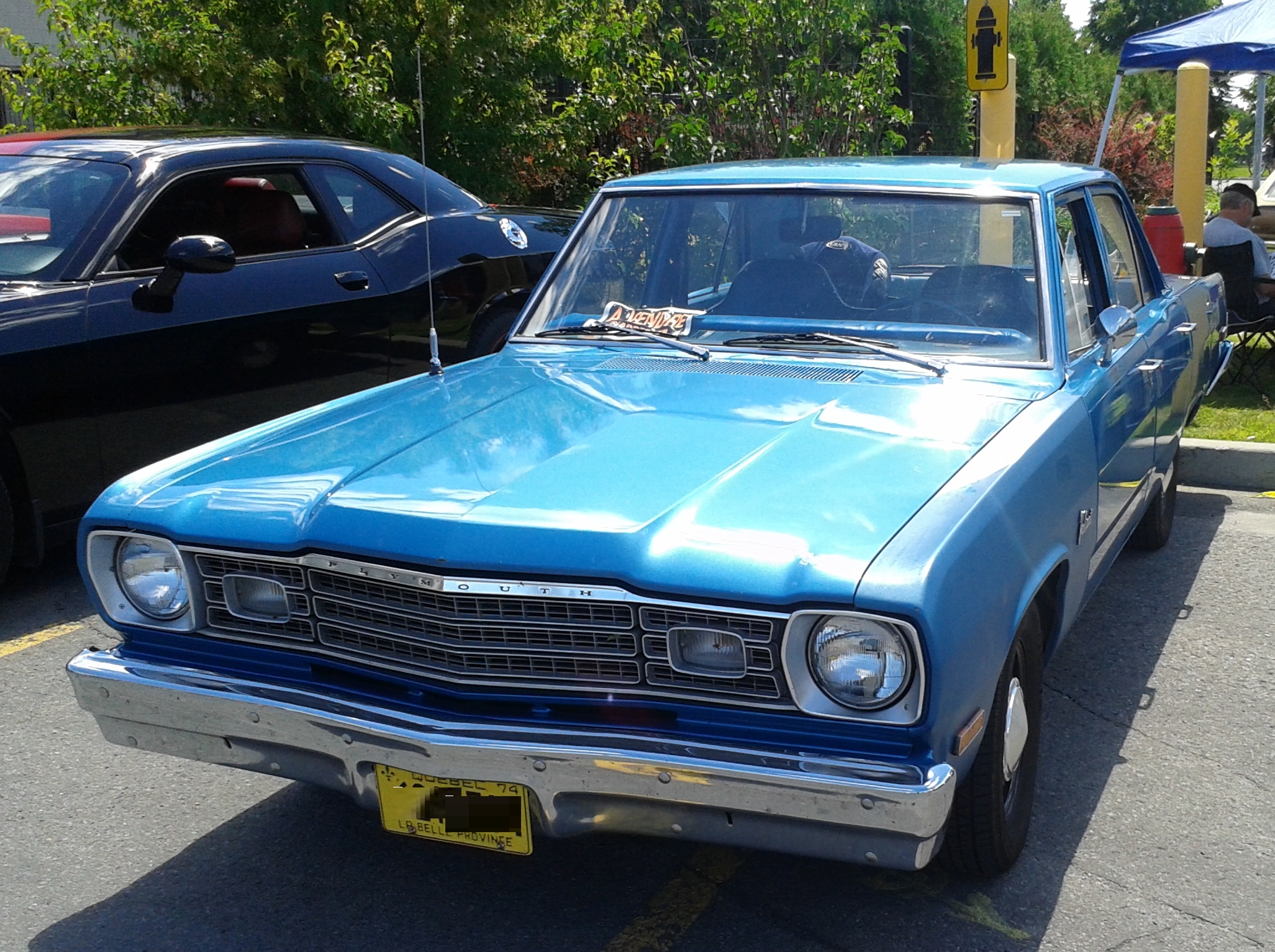
Модель 1973-1974 годов
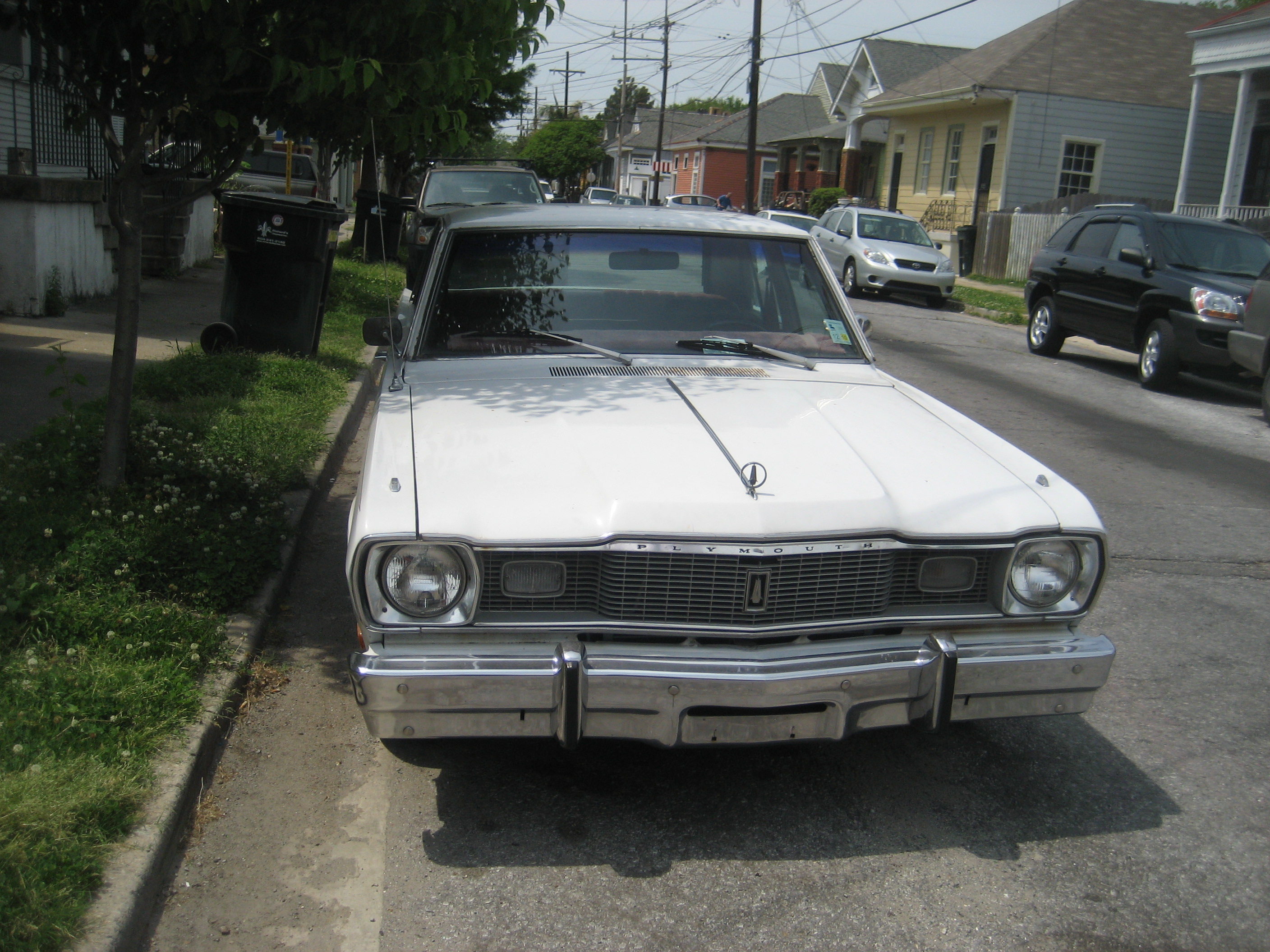
Модель 1975-1976 годов
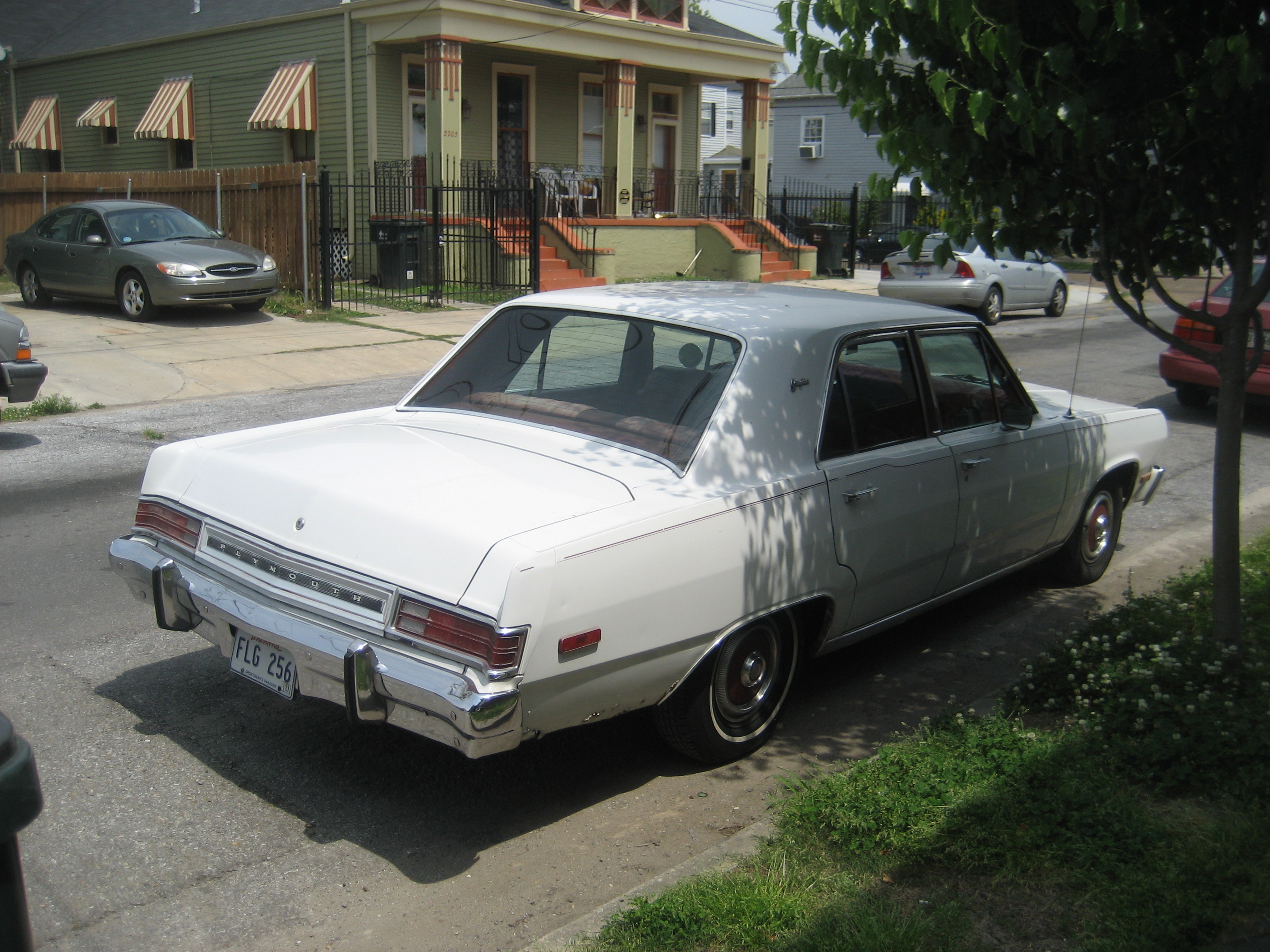
Задняя часть
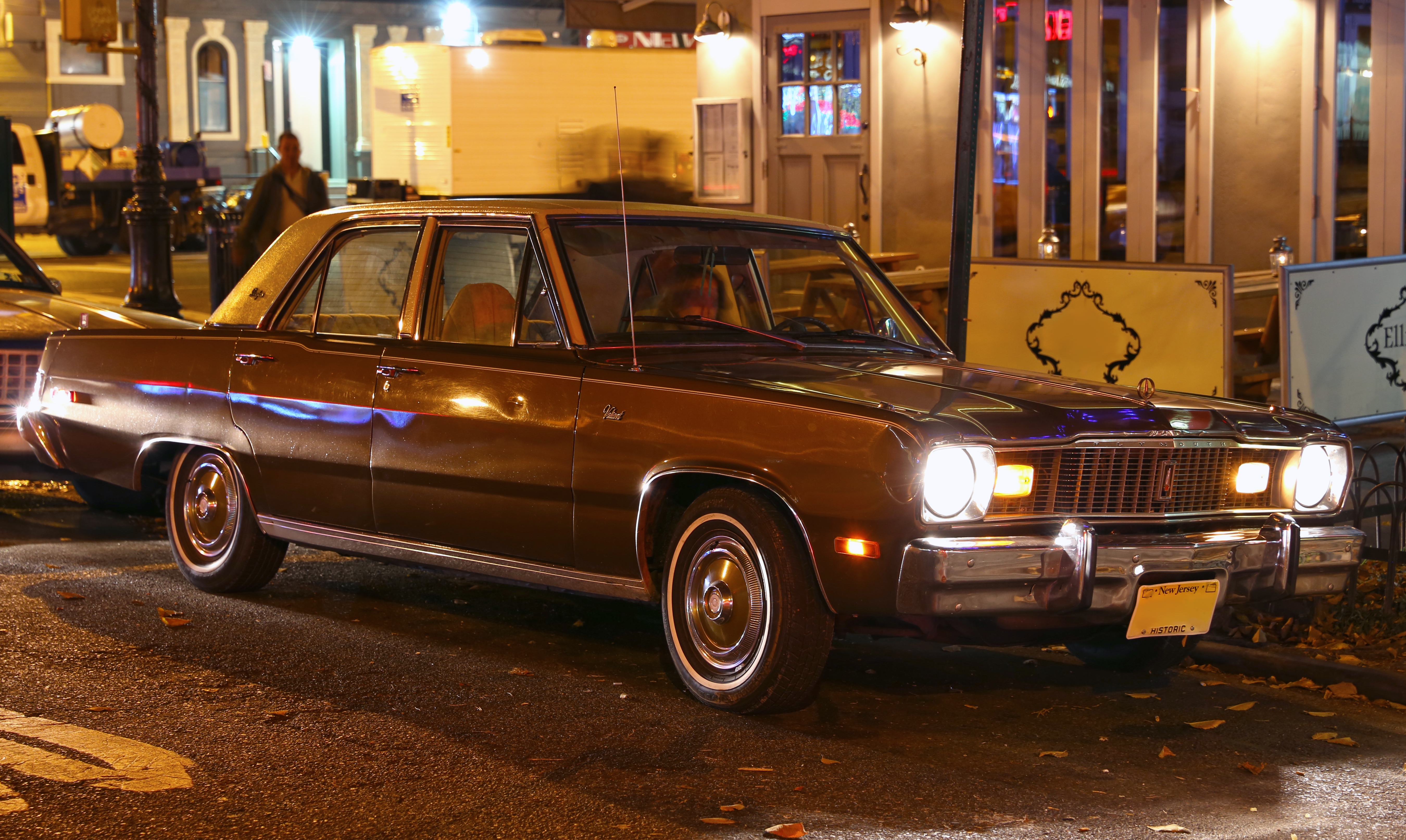
Valiant Brougham

## История создания
Разработка «компактного» автомобиля, предназначенного для конкуренции с импортируемыми в США европейскими моделями вроде Volkswagen Kafer или Renault Dauphine, была начала корпорацией Chrysler в мае 1957 года под девизом Falcon (внутреннее обозначение — Project A901). Ставилась задача сохранить объём салона и багажника практически на уровне полноразмерного автомобиля, при этом существенно сократив наружные габариты и массу.
Изначальный проект предполагал создание заднемоторного автомобиля с рядным четырёхцилиндровым двигателем, цилиндры которого ради получения более эстетичных пропорций кузова и низкого центра тяжести наклонили на 30°. Впоследствии разработчики от заднего расположения силового агрегата отказались, опасаясь проблем с управляемостью на высоких скоростях, и переключились на классическую компоновку, что также обеспечило высокую степень унификации с другими моделями компании, а двигателю, мощность и крутящий момент которого посчитали недостаточными, добавили два цилиндра, получив небольшую по американским меркам рядную «шестёрку».
Внешний облик автомобиля представлял собой развитие стилистической темы концепт-кара Imperial D’Elegance. Основными его особенностями были очень плоская по меркам тех лет боковина кузова, способствовавшая более рациональному использованию ширины автомобиля, и плавный, практически отсутствующий переход от заднего стекла к крышке багажника, в сочетании с характерными пропорциями — длинный капот и короткий багажник — создававший визуальное впечатление динамичности. Вместе с тем, передняя и задняя оконечности автомобиля были в значительной степени перегружены декором, включая крупные диагональные хвостовые плавники, не несущие никакой функциональной или композиционной нагрузки выштамповки и блестящие отделочные детали. В целом, дизайн Valiant вызывал у публики и критиков смешанную реакцию — от полного неприятия до вручения американским обществом Society of Illustrators престижной награды Styling Award.
Премьера Valiant состоялась 26 октября 1959 года на London Motor Show как модели 1960 года.

## Технические особенности
Все поколения Valiant с 1960 по 1976 год использовали общую платформу Chrysler A-body, включавшую основание несущего кузова, силовые агрегаты и шасси. При рестайлингах обновлялись только оперение и части верхнего силового пояса — крыша, проёмы дверей и так далее. Многие узлы автомобиля были либо напрямую унифицированы с другими моделями корпорации, либо представляли собой их уменьшенное подобие. В 1962, 1967, 1968 и 1973 годах техническая начинка подвергалась ревизии и текущей модернизации, но без каких либо радикальных изменений.
Кузов — несущий цельнометаллический, с закреплёнными в передней части сваркой лонжеронным подрамником и брызговиками крыльев, совместно воспринимающими нагрузки.
Передняя подвеска — независимая торсионная на двойных поперечных рычагах, бесшкворневая. Передние концы продольно ориентированных торсионных стержней служили осями нижних рычагов, а задние — неподвижно закреплялись на подрамнике. Задняя подвеска — зависимая, рессорная. По стандартам своего времени автомобиль имел высокие характеристики устойчивости и управляемости, причём они были достигнуты не в ущерб комфортабельности и плавности хода.

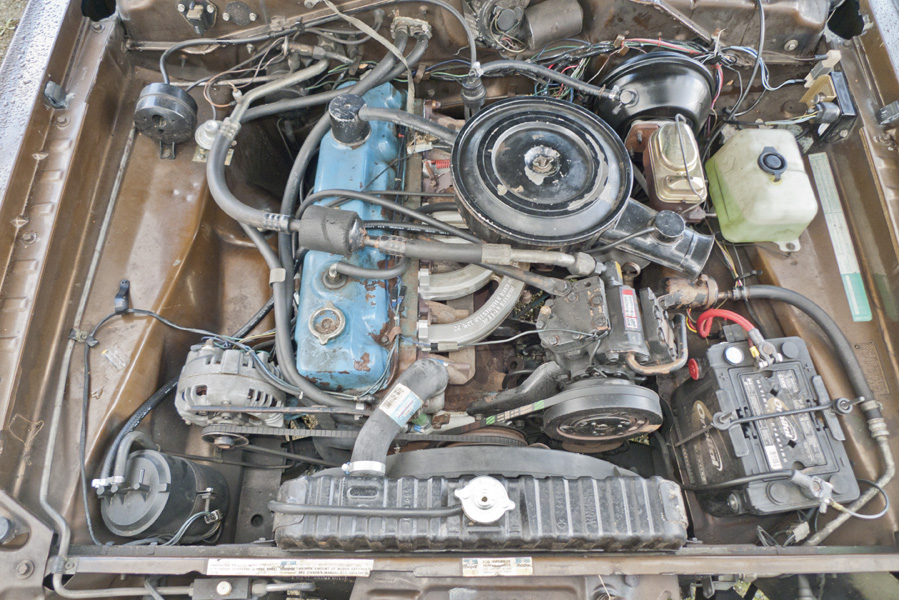
Slant-Six.

Рулевое управление — типа «винт-шариковая гайка», гидроусилитель за доплату. Тормоза — барабанные на всех колёсах, со временем за доплату стали предлагаться дисковые передние тормоза и вакуумный усилитель.
Базовым двигателем Valiant в течение всего выпуска оставалась верхнеклапанная нижневальная рядная «шестёрка» Chrysler Slant-Six с наклонёнными на 30° вправо по ходу движения цилиндрами, изначально рабочим объёмом 2,8 л, на поздних вариантах — 3,7 л. Этот двигатель считается для своего времени исключительно удачным. Характерные его особенности — чрезвычайно массивный чугунный блок цилиндров (часть моторов имела алюминиевые гильзованные блоки), хорошо настроенный впускной коллектор с очень длинными впускными трубами, поперечное расположение масляного насоса для компактности. Впоследствии стали доступны и несколько вариантов V8.
Изначально автомобиль предлагался с трёхступенчатыми коробками передач — механической с напольным переключением или автоматической ToruqueFlite в варианте с алюминиевым картером и выбором режимов клавишами на приборной панели. Впоследствии появилась четырёхступеначая механическая коробка передач, предлагавшаяся за доплату, а автоматическая коробка получила селектор в виде подрулевого рычага из-за введения федерального стандарта органов управления.
В электрооборудовании существенным нововведением был генератор переменного тока («альтернатор») — в те годы абсолютное большинство автомобилей имело генераторы постоянного тока, более слабые и капризные. В конструкции автомобиля широко по меркам времени его разработки использовались лёгкие сплавы, как в конструкции узлов и агрегатов, так и в декоративной отделке.

## Маркетинг

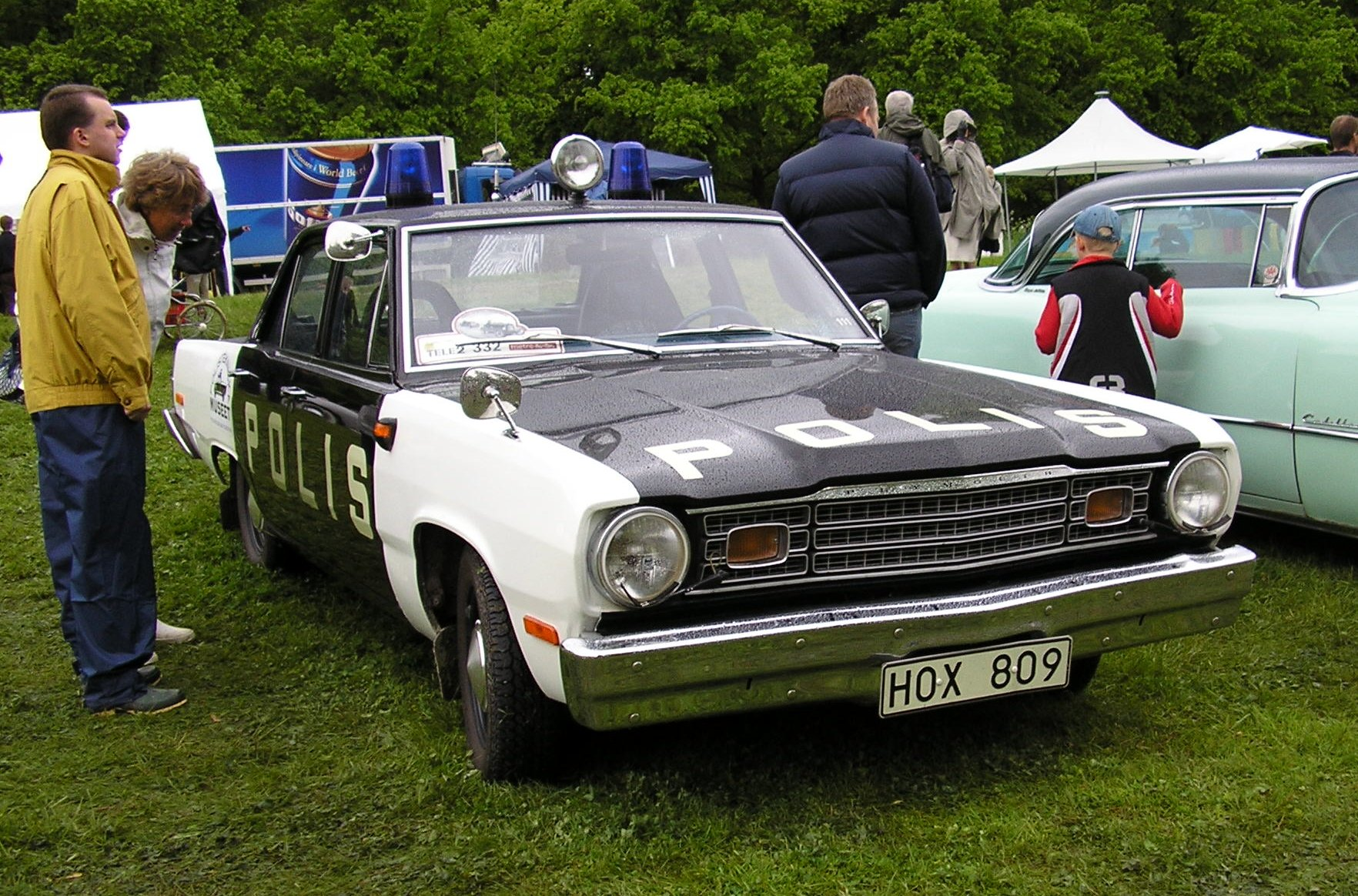
Полицейский Valiant 1974 года в Швеции. Боковые секции облицовки передка сняты для установки фароочистителей.

Изначально обозначение Valiant рассматривалось в качестве самостоятельной марки, хотя автомобиль с самого начала реализовывался главным образом через дилерские представительства Plymouth. В 1961 году цифры статистики продаж Valiant были включены в статистику «Плимута», а на следующий год он уже официально стал Plymouth Valiant, за исключением Канады, где марка Valiant by Chrysler продержалась до 1966 модельного года.
Помимо США, автомобиль продавался в Австралии, Канаде, Аргентине и Мексике (собственное производство), а также Новой Зеландии, Бразилии, Швейцарии, Финляндии, Швеции, ЮАР и ряде стран Западной Европы.

## Модификации

### Plymouth Barracuda

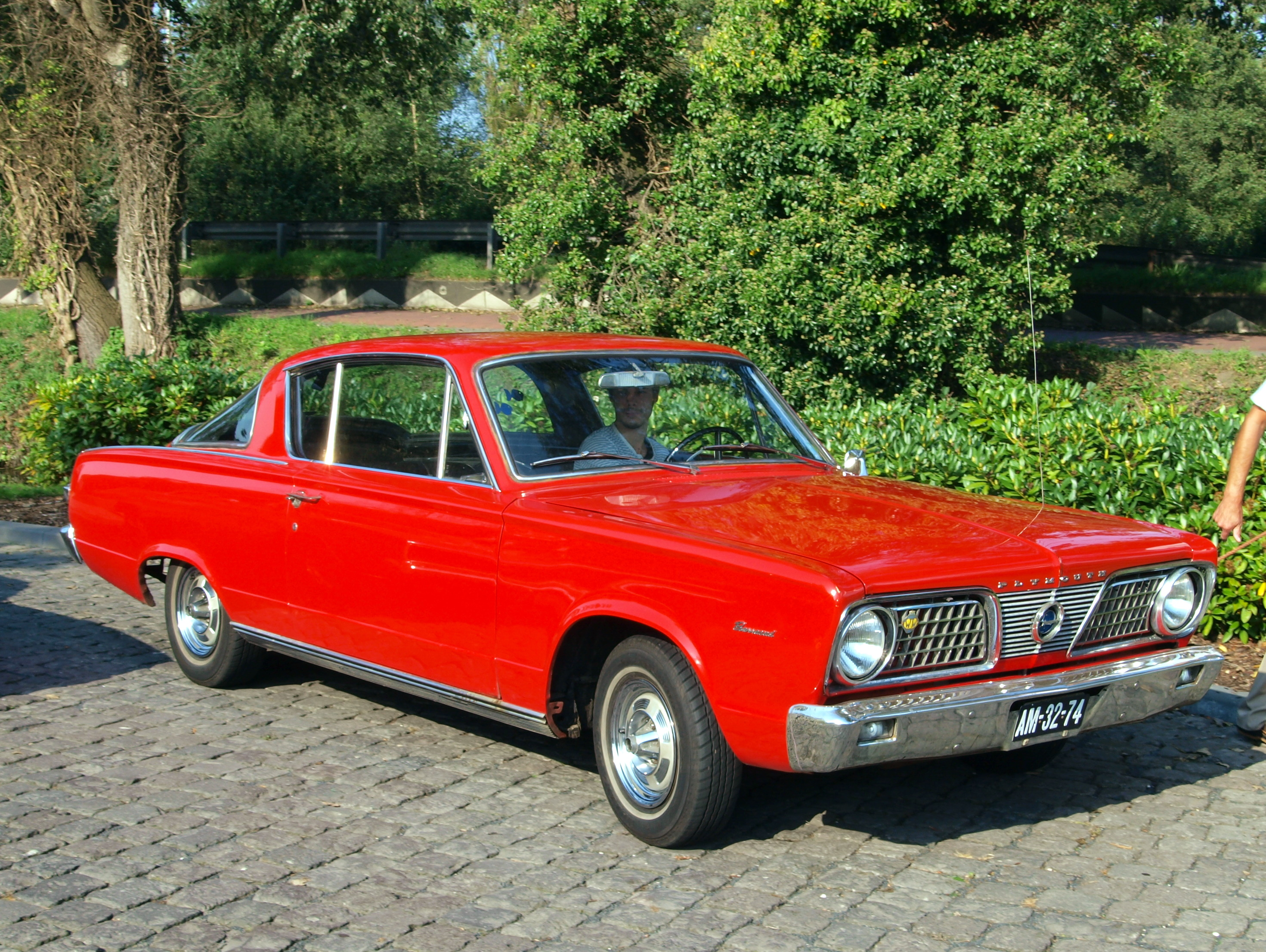
Plymouth Barracuda — изначальный вариант на базе кузова Valiant.

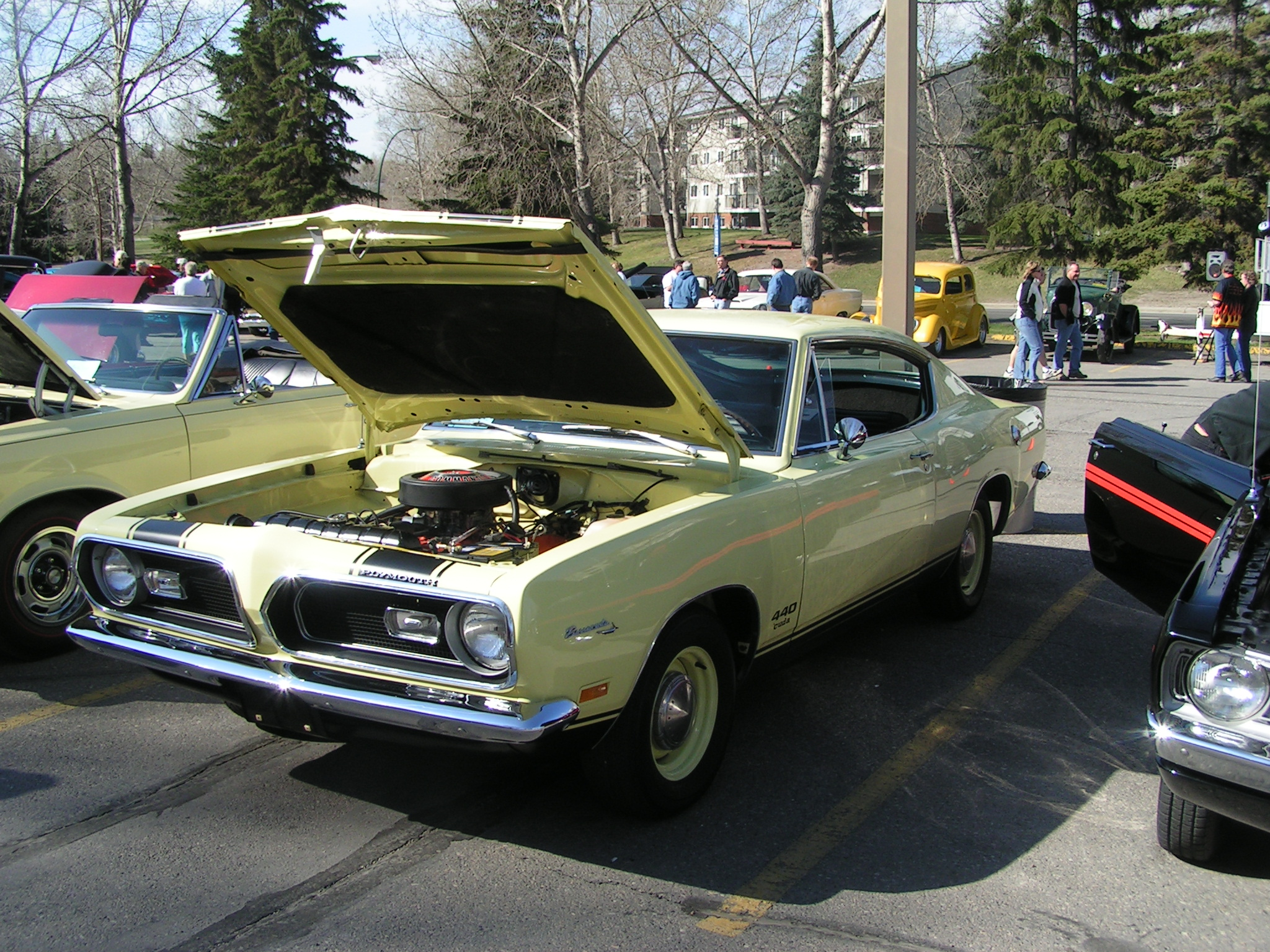
Plymouth Barracuda — более поздний вариант, с уникальным кузовом.

Pony car, изначально представлял собой модификацию Plymouth Valiant с кузовом «фастбэк-купе». С 1967 модельного года, сохранив ту же платформу, получил собственный кузов, мало связанный с Valiant.

### Plymouth Duster

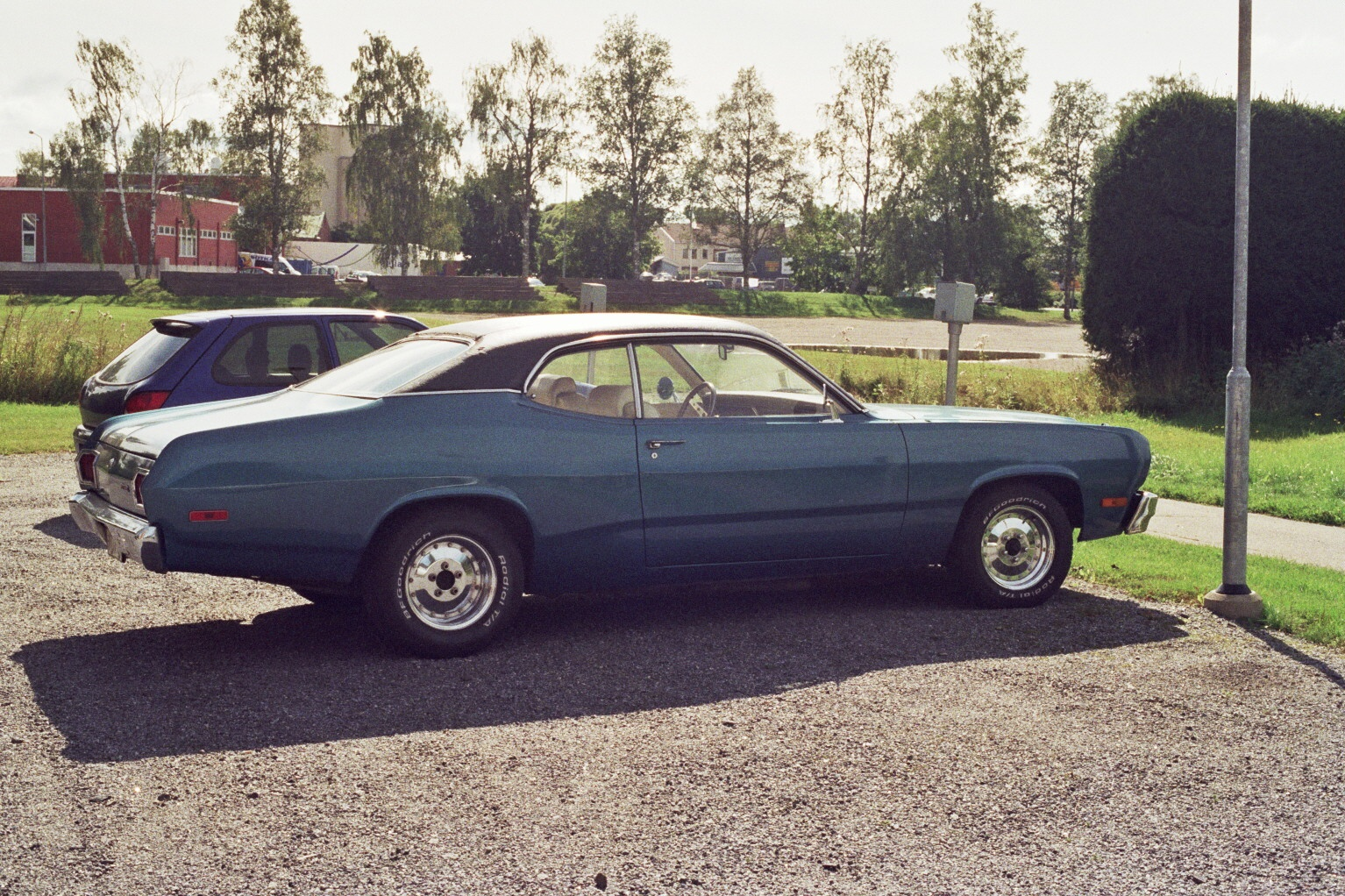
Plymouth Duster.

Версия с кузовом «купе», имела уникальные крышу, заднюю часть кузова и двери. Выпускалась с 1970 модельного года.

### Plymouth Scamp

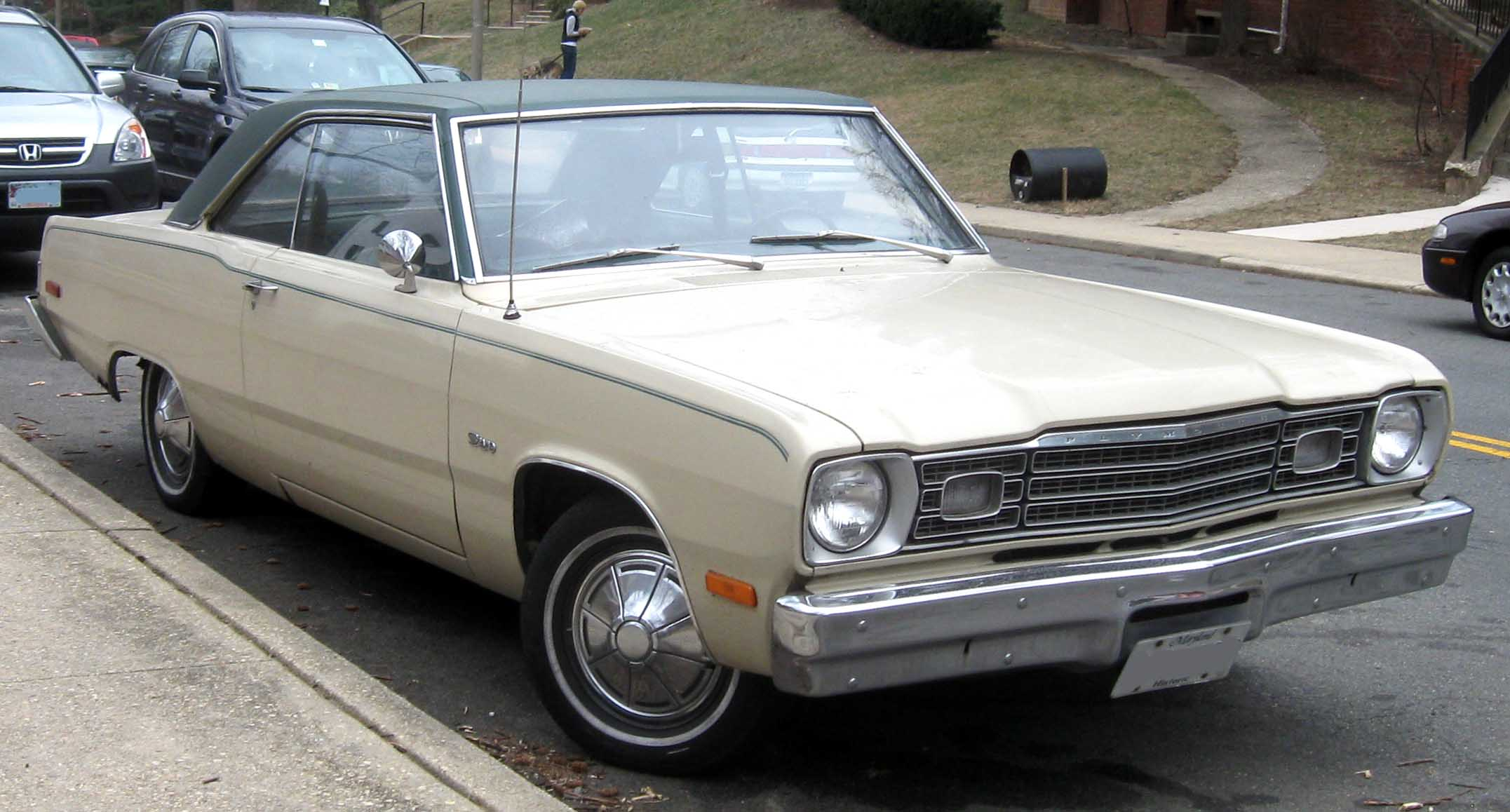
Plymouth Scamp.

Двухдверный хардтоп, выпускался с 1971 года. В отличие от Duster, был построен на немного удлинённой версии A-Body с колёсной базой 110 дюймов, против 108 дм у Valiant, и по сути представлял собой Dodge Dart Swinger с облицовкой передка и шильдиками от Valiant.